# Кодру (Лозова)
«Кодру» (Лозова) (рум. FC Codru Lozova) — молдовський футбольний клуб з села Лозова, заснований 2008 року.

## Історія
Клуб було засновано 2008 року. Спочатку клуб грав на аматорському рівні. У сезоні 2014/15 команда заявилась до третього за рівнем дивізіону країни, де відразу зайняла друге місце та вийшла до Дивізіону A, другого дивізіону країни. У першому сезоні 2015/16 клуб зайняв 8 місце.
У сезоні 2018 році зайняв перше місце і допоміг команді вперше в історії вийти до найвищого дивізіону країни на сезон 2019 року.